# L'Homme entre deux âges et ses deux maîtresses
L'Homme entre deux âges et ses deux maîtresses est la dix-septième fable du livre I de Jean de La Fontaine situé dans le premier recueil des Fables de La Fontaine, édité pour la première fois en 1668.  
La Fontaine s'inspire de "le Grison et ses maîtresses" d'Ésope et de " L'homme tout à coup devenu chauve", de Phèdre.  

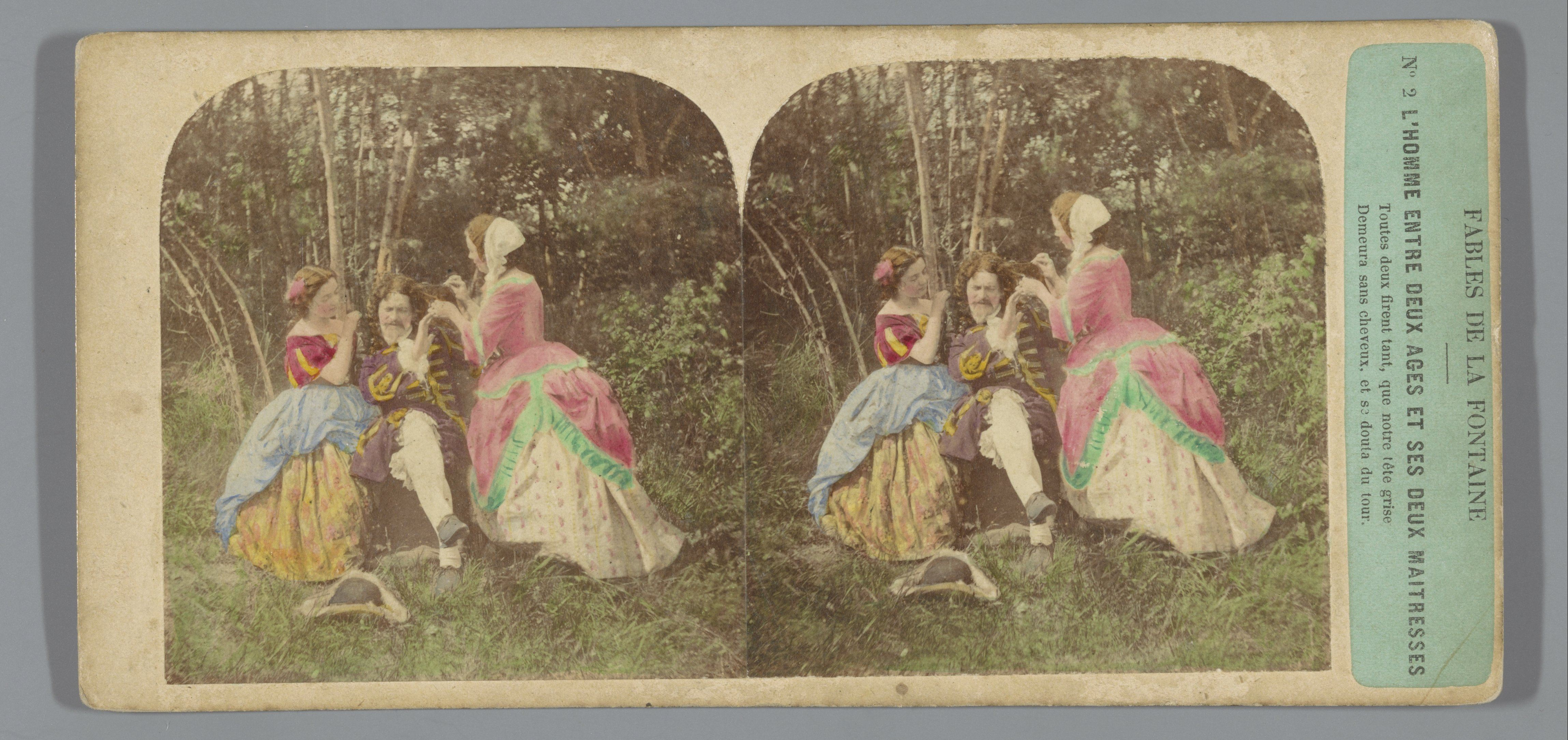
Photographie de 1858

## Texte
L'HOMME ENTRE DEUX ÂGES (1) ET SES DEUX MAÎTRESSES
[Ésope + Phèdre]
Un homme de moyen âge (2),

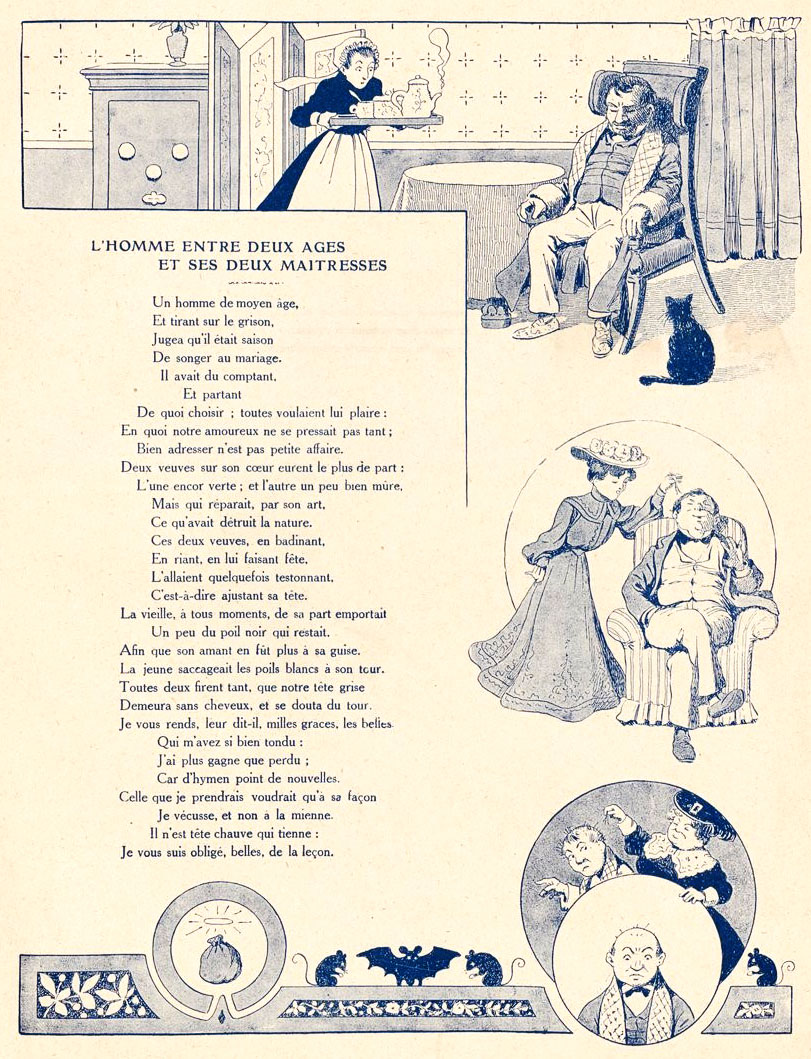
Bande dessinée de Benjamin Rabier (1906)

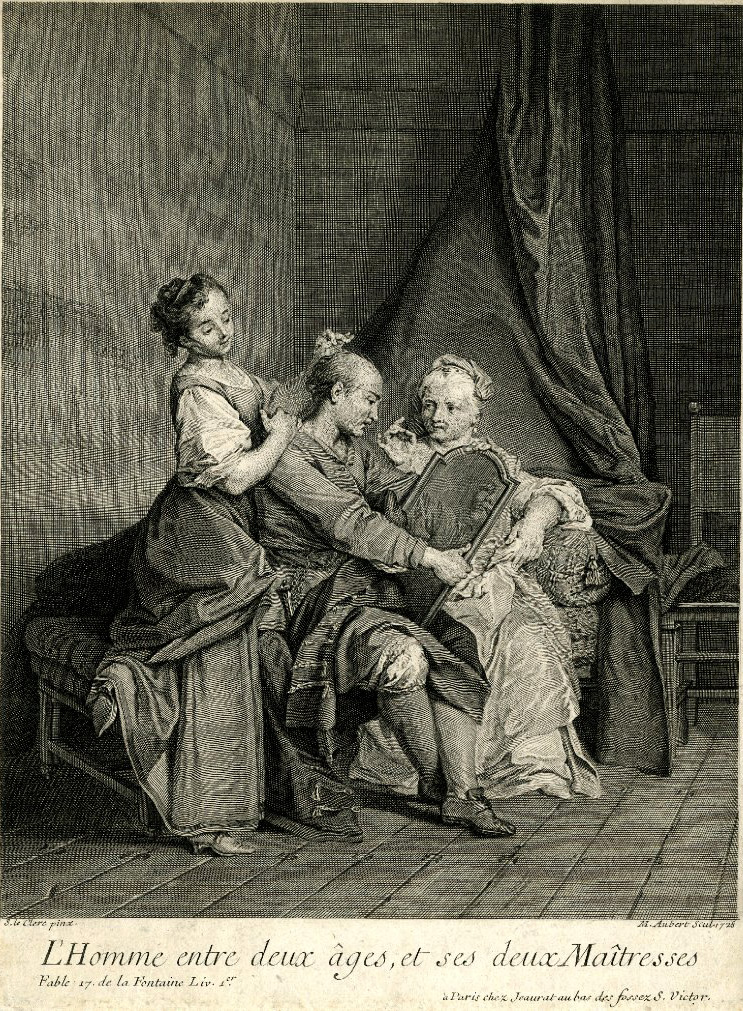
Gravure de Michel Aubert d'après un dessin de Sébastien Leclerc Le Jeune (1728)

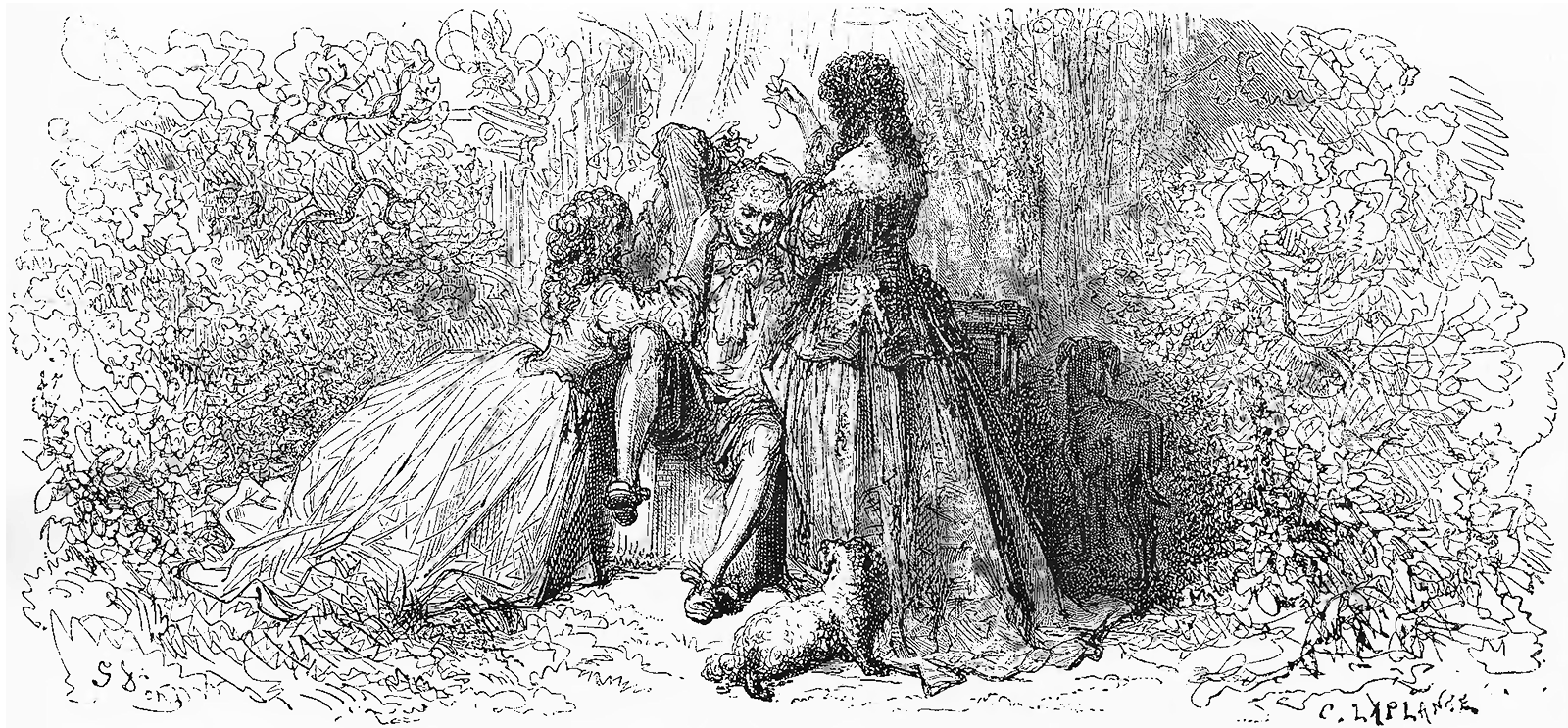
Gravure de Gustave Doré (1876)

                          Et tirant sur le grison, (3)
                          Jugea qu'il était saison
                          De songer au mariage.
                              Il avait du comptant (4),
                                      Et partant (5)
       De quoi choisir. Toutes voulaient lui plaire ;
En quoi notre Amoureux ne se pressait pas tant :
       Bien adresser (6) n'est pas petite affaire.
Deux Veuves sur son cœur eurent le plus de part ;
       L'une encor verte ; et l'autre un peu bien mûre,
                          Mais qui réparait par son art
                          Ce qu'avait détruit la nature.
                          Ces deux Veuves, en badinant,
                          En riant, en lui faisant fête,
                          L'allaient quelquefois testonnant (7),
                          C'est-à-dire ajustant sa tête.
La Vieille à tous moments de sa part emportait
                          Un peu du poil noir qui restait,
Afin que son Amant en fût plus à sa guise (8).
La Jeune saccageait les poils blancs à son tour.
Toutes deux firent tant, que notre tête grise
Demeura sans cheveux, et se douta du tour.
       " Je vous rends, leur dit-il, mille grâces, les Belles,
             Qui m'avez si bien tondu :
             J'ai plus gagné que perdu ;
             Car d'hymen point de nouvelles (9).
Celle que je prendrais voudrait qu'à sa façon
           Je vécusse, et non à la mienne.
           Il n'est tête chauve qui tienne (10) :
Je vous suis obligé, Belles, de la leçon. "

Vocabulaire
(1) "entre deux âges, c'est à trente ans" (dictionnaire de Furetière)
(2) d'âge moyen
(3) gris en parlant des cheveux, de la barbe
(4) de l'argent
(5) et par conséquent
(6) "Aller droit au but" (dictionnaire de Furetière)
(7) " Accommoder la tête et les cheveux" (dictionnaire de Furetière), c'est-à-dire coiffer, peigner
(8) à son goût
(9) il n'est plus question de mariage
(10) Malgré ma tête chauve